# کوئینتوس فابیوس ماکسیموس گورگس (کنسول ۲۹۲ پیش از میلاد)
کوئینتوس فابیوس ماکسیموس گورگس (انگلیسی: Quintus Fabius Maximus Gurges; ۱ ژانویهٔ ۰۳۲۰ – ۱ ژانویهٔ ۰۲۶۵) پسر کوئینتوس فابیوس ماکسیموس رولیانوس اهل روم باستان بود. کنسول روم در ۲۹۲ و ۲۷۶ و ۲۶۵ ق.م. پس از یک جوانی از هم گسیخته و شکست نظامی قابل توجه در اولین کنسولگری خود، به او فرصت داده شد تا از طریق نفوذ پدرش اعتبار خود را حفظ کند و به یک ژنرال موفق تبدیل شد و در نهایت بالاترین افتخارات دولت روم را به دست آورد. او در زمان سومین و آخرین کنسولگری خود در جنگ کشته شد.